# Bruna Hamú
Bruna Hamú Ribeiro (Brasília, Distrito Federal, Brasil, 9 de agosto de 1990) es una actriz y modelo brasileña. 

## Biografía
Bruna Hamú nació en Brasilia y comenzó su carrera como modelo a la edad de 18 años habiendo participado en campañas editoriales de publicidad y moda, viajó a París y Tokio. En 2013, Hamú regresó a Brasil y se fue a vivir a Río de Janeiro, donde comenzó su carrera como actriz, haciendo algunas audiciones y fue elegida para la telenovela Laberintos del corazón jugando Karol, la secretaria de Natan.
En 2014, obtuvo su primer papel protagónico en la telenovela Malhação, fue Bianca en la temporada 23 de la telenovela haciendo pareja romántica con el actor Arthur Aguiar, la temporada terminó en 2015. En 2016 interpretó a Camila en la telenovela A Lei Do Amor, sin embargo, tuvo que abandonar el elenco después de descubrir su embarazo.
En 2019 entró en los capítulos finales de la telenovela A Dona do Pedaço jugando a Joana la supuesta hija de María da Paz.

## Vida personal
En 2016 comenzó a salir con Diego Moregola, en 2017 nació el primer hijo de la pareja, Julio.
En julio de 2018 Hamú y Moregola se casaron en una ceremonia religiosa. En diciembre de 2019, Bruna anunció a través de su asesor la separación de Diego después de un año y medio de matrimonio.
En 2022 comenzó a salir con Leonardo Fetrim, en diciembre del mismo año ellos se casaron. 

## Filmografía

### Televisión
| Año     | Título                 | Personaje           | Nota         |
| ------- | ---------------------- | ------------------- | ------------ |
| 2013    | Laberintos del corazón | Karol               |              |
| 2014–15 | Malhação Sueños        | Bianca Duarte       | Temporada 23 |
| 2016    | A Lei do Amor          | Camila Costa Leitão |              |
| 2019    | A Dona do Pedaço       | Joana Azevedo       |              |

### Cine
| Año  | Título            | Personaje      |
| ---- | ----------------- | -------------- |
| 2016 | Shaolin do Sertão | Anésia Shirley |
| 2020 | Estação Rock      | Suzana Aquino  |

## Teatro
| Año  | Título       | Personaje | Nota          |
| ---- | ------------ | --------- | ------------- |
| 2016 | Cinco Júlias | Júlia 2   | [ 14 ] [ 15 ] |